# Diaphorodoris
Genre
Synonymes
- Lamellidoridella Baba, 1938

Diaphorodoris est un genre de nudibranches de la famille des Calycidorididae. Certaines bases de données taxinomiques comme ITIS placent le genre dans la famille Onchidorididae. Les espèces sont présentes dans des océans différents.

## Liste d'espèces
Selon World Register of Marine Species (13 mars 2016) :
- Diaphorodoris alba (Portmann & Sandmeier, 1960)
- Diaphorodoris lirulatocauda (Millen, 1985)
- Diaphorodoris luteocincta (M. Sars, 1870)
- Diaphorodoris mitsuii (Baba, 1938)
- Diaphorodoris olakhalafi (Khalaf, 2017)
- Diaphorodoris papillata (Portmann & Sandmeier, 1960)

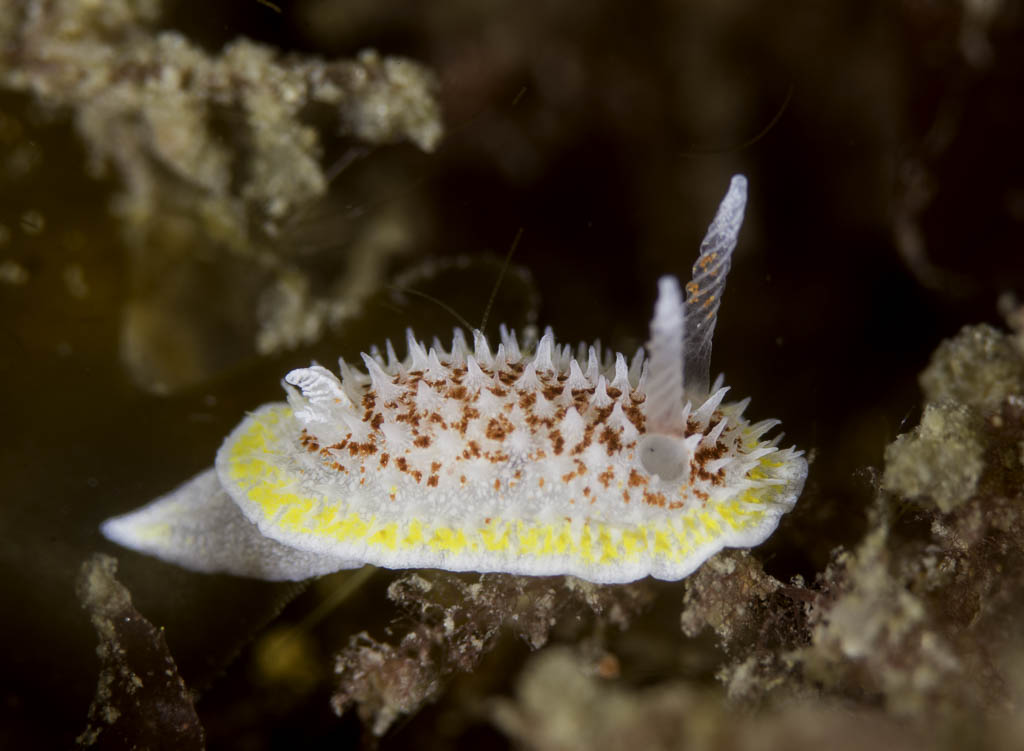
Diaphorodoris luteocincta
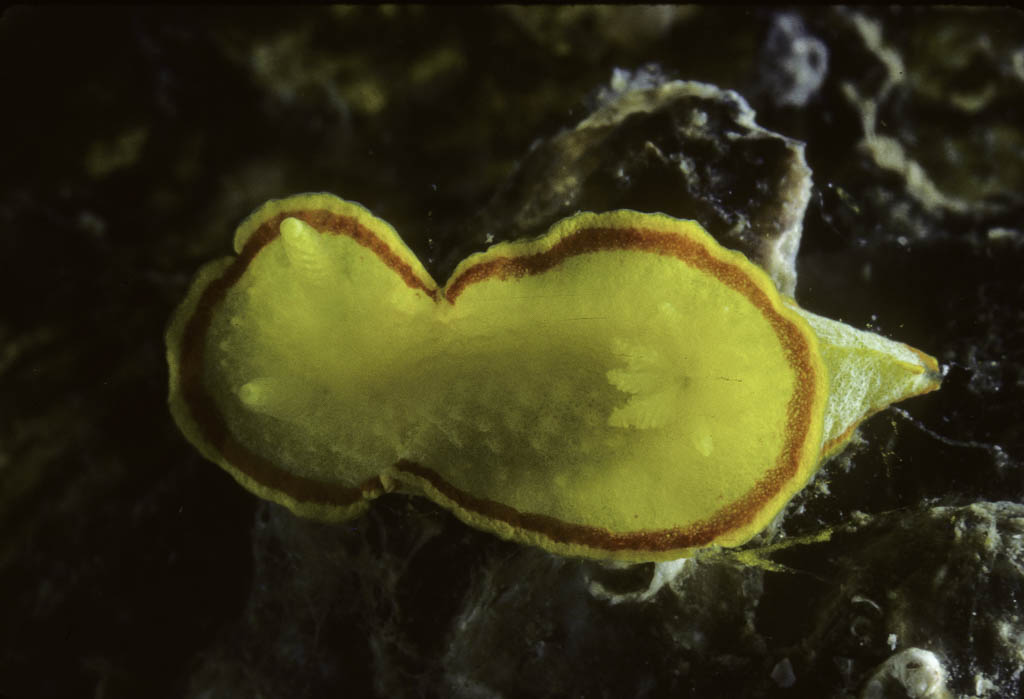
Diaphorodoris mitsuii
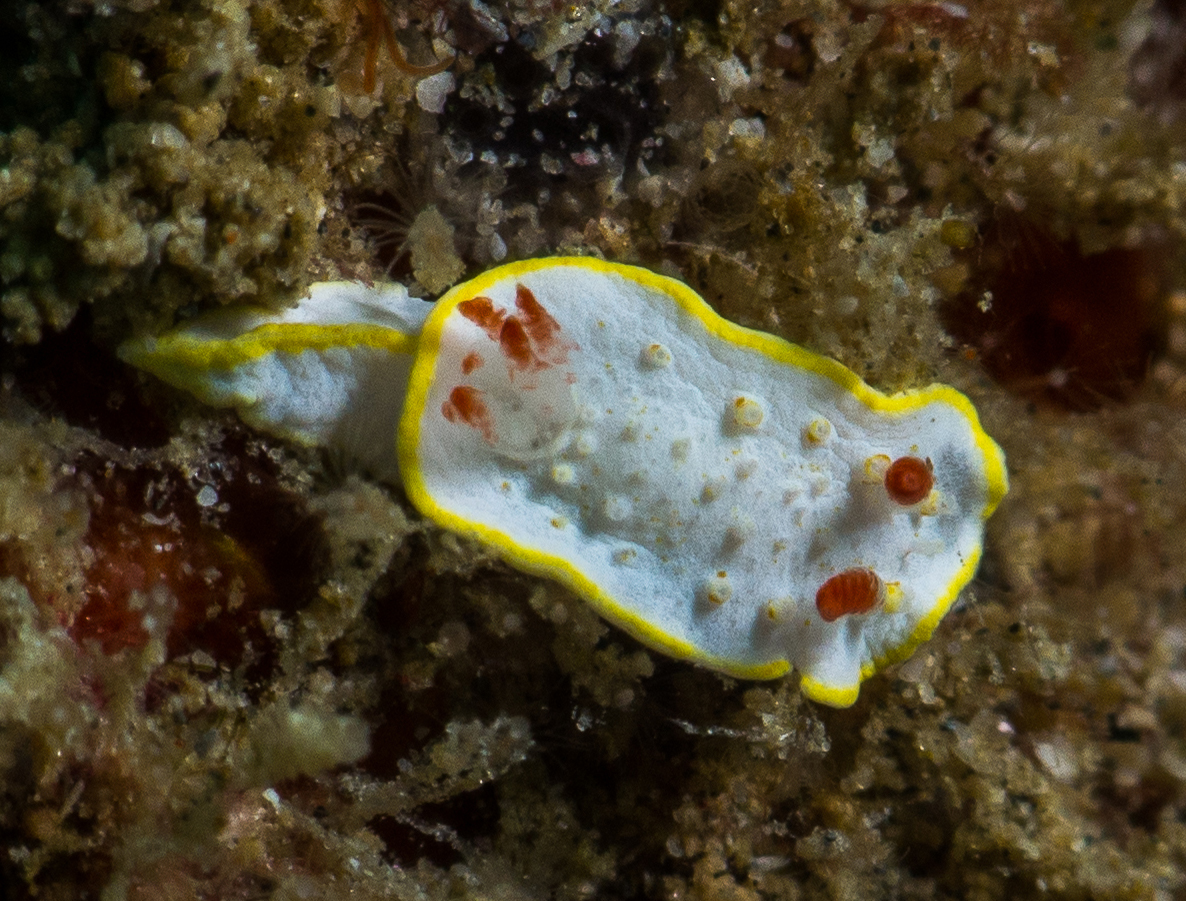
Diaphorodoris olakhalafi
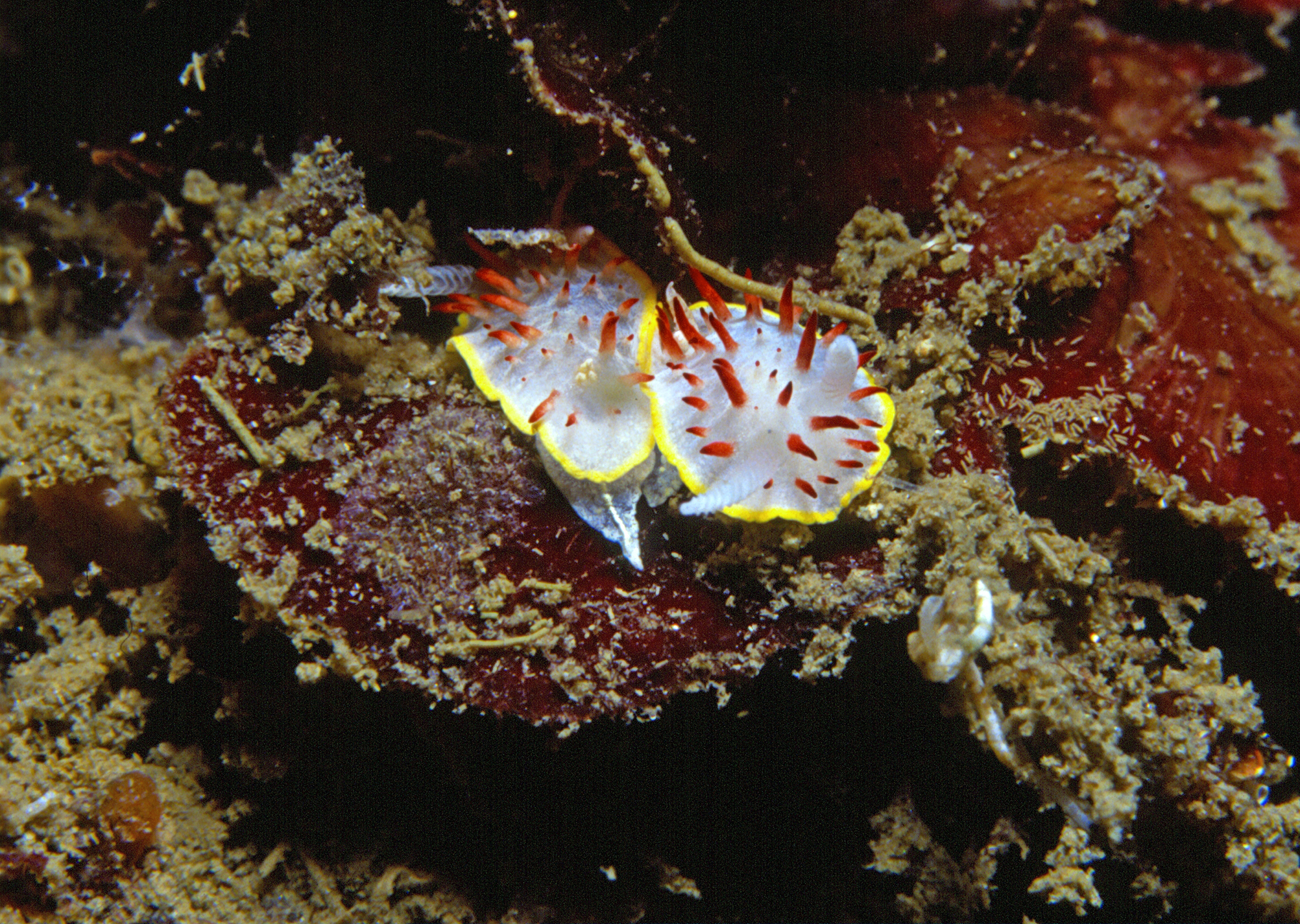
Accouplement de deux Diaphorodoris papillata.